# Plan de Longzhong

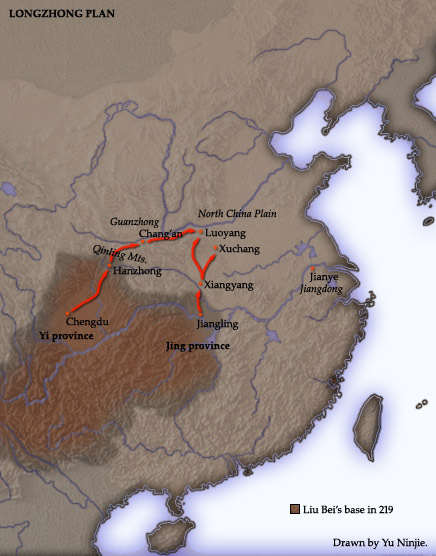
Esquisse du Plan de Longzhong.

Le Plan de Longzhong (隆中對), ou stratégie de Longzhing, est le nom donné à un plan stratégique mis au point au IIIe siècle par Zhuge Liang, un stratège et administrateur chinois. Ce plan a servi de base au grand dessein du Seigneur de la guerre Liu Bei et plus tard à la politique du royaume de Shu, pendant la période des trois royaumes. Pour l'essentiel, ce plan prévoit la sécurisation d’une base régionale viable dans le sud de la Chine et ensuite une attaque sur deux fronts pour partir à la conquête du Nord. Bien que le plan soit dirigé en priorité contre le puissant royaume de Wei, son but est de réunifier l’empire de défunte dynastie Han, ce qui nécessite finalement de détruire le royaume de Wu, dirigé par Sun Quan, qui domine le sud-est de la Chine.

## Élaboration et tentative d'application du plan
Zhuge Liang rejoint Liu Bei en 207 pour devenir son moushi (謀士), c'est-à-dire son conseiller sur les questions stratégiques. Selon le Sanguo Zhi, c’est à cette époque qu’il présente à son nouveau maitre le Plan de Longzhong. Ce plan prévoit que Liu Bei annexe les provinces de Jing et de Yi, qui sont alors gouvernées par des membres incompétents du clan Liu. Ce plan prend en compte le fait que Cao Cao contrôle les plaines du Nord de la Chine, qui sont la clé de la maîtrise de la Chine et que Sun Quan domine la région du bassin du fleuve Yangzi Jiang, qui est connue sous le nom de « Jiangdong ». Dans cette perspective, l'annexion de  Jing et Yi est absolument vitale pour le succès du plan. Les grandes lignes de ce plan envisagent avec une grande clairvoyance la division de la Chine entre trois royaumes. L’autre aspect crucial du plan est la formation d'une alliance avec Sun Quan afin de pouvoir résister à Cao Cao, dont la puissance militaire est bien supérieure. D'autres aspects mineurs comprennent l’introduction de réformes économiques, juridiques et administratives, ainsi que le développement des relations cordiales avec les peuples non-Han situés dans l’Ouest et le Sud du pays. Une telle politique permettrait de réduire le risque de rébellion de ces peuples et d'augmenter grandement les ressources humaines et économiques disponibles. L'élément essentiel de ce plan est la conduite d'une campagne du Nord sur deux fronts, devant aboutir à l'annexion de la plaine du Nord de la Chine et au rétablissement de la dynastie Han.
Une des deux attaques doit partir depuis la province de Yi et partir vers le nord à travers les monts Qinling, pour arriver dans la vallée de la rivière Wei et y capturer une position stratégique dans l’Ouest, d'où il serait possible de dominer le grand coude du fleuve Jaune et la région du Guanzhong. La seconde attaque doit partir de la province de Jing et avancer vers le nord en direction du centre politique qu'est Luoyang, la capitale du Wei, et les plaines environnantes. Une telle campagne ne peut avoir lieu qu'à un moment où le royaume de Wei est déstabilisé et donc moins apte à répondre militairement à une double attaque. Cependant, rien dans le plan ne précise comment déstabiliser le Wei, ni quel rôle doit jouer Sun Quan dans les différentes offensives; même si Zhuge Liang tient pour acquis que Quan détournera l'attention d'une partie des troupes de Cao Cao. 
En 215 Liu Bei prend le contrôle des provinces de Jing et de Yi, puis en 219 il remporte une victoire décisive contre Cao Cao et occupe Hanzhong. Durant l'automne de la même année,Guan Yu, le général de Liu Bei responsable des troupes de la province de Jing, marche sur le Nord et attaque les positions de Cao Cao situées sur le fleuve Han. Cette offensive fait peut-être partie de l’attaque sur deux fronts prévue par le plan. Dans un premier temps, l'attaque de Guan Yu est une réussite remarquable et Cao Cao envisage même d’évacuer Xuchang, sa capitale. Cependant, les opérations militaires s'éternisent à cause d'un long siège et Sun Quan en profite pour lancer une attaque surprise qui lui permet de s'emparer rapidement de la province de Jing. Liu Bei tente de reprendre Jing en 223, mais il est vaincu lors de la bataille de Xiaoting et meurt peu après. Après la perte de la province de Jing, Zhuge Liang tente de réaliser une version modifiée du plan de Longzhong en lançant une série d'expéditions nordiques, même si on peut soutenir que ces campagnes militaires ont des objectifs tactiques et stratégiques différents de ceux du plan.

## Critiques du plan

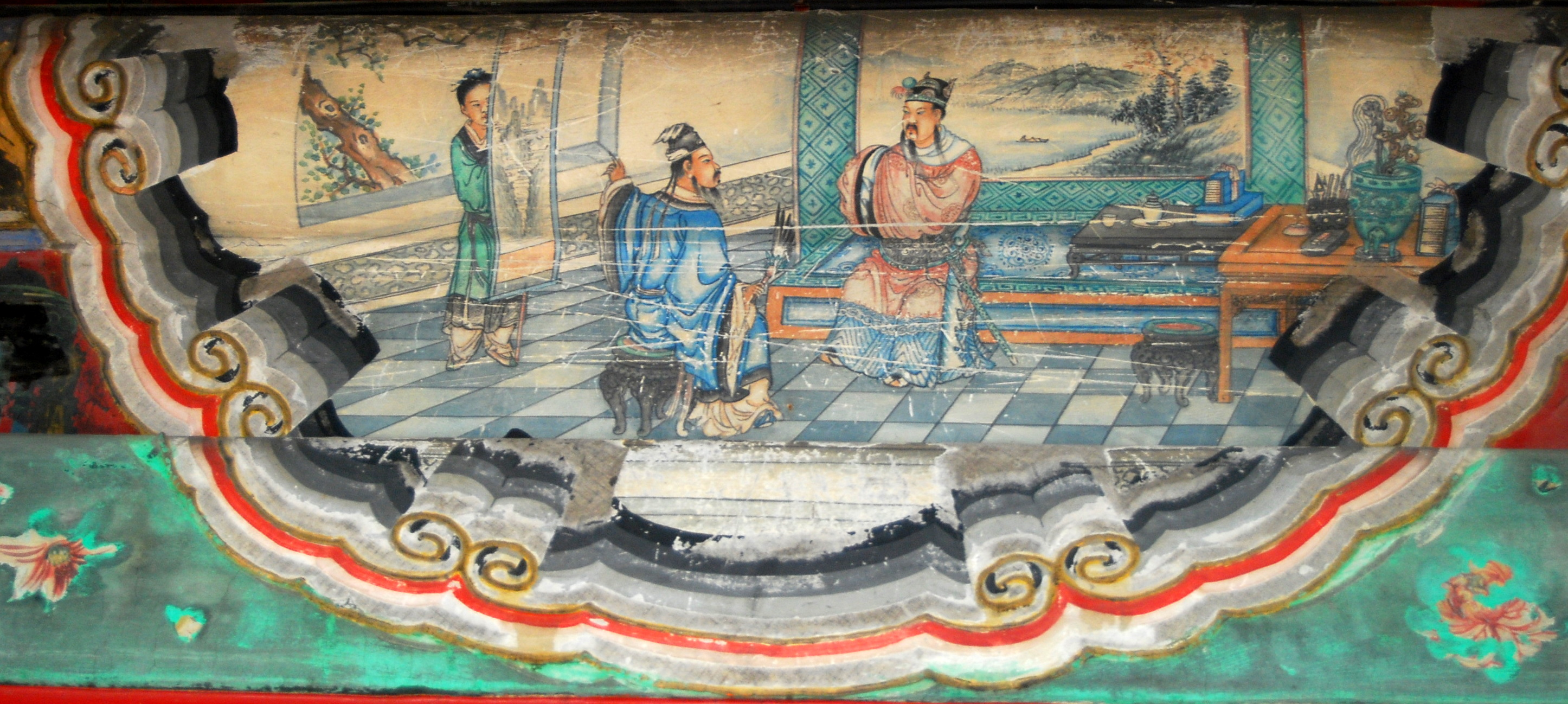
Liu Bei et Zhuge Liang discutant du Plan de Longzhong. Peinture murale ornant le Long Couloir (长廊) du Palais d'été, Pékin

Le grand érudit Wang Fuzhi de la dynastie Qing, fait allusion au Plan de Longzhong comme étant sans aucune subtilité et critique son objectif stratégique, car l’offensive sur deux fronts qui est au cœur du plan ne permet pas de faire une distinction entre l'attaque principale et celle qui sert de leurre. Il le compare et l'oppose au stratagème "Faire du bruit à l'est, mais attaquer à l'ouest" (聲東擊西 shēng dōng jī xī), qui est basé sur l’interaction entre le zheng (正) et le qi (奇). Le zheng est une opération militaire classique et bien voyante; tandis que le qi est une action militaire secrète ou inattendue, basée sur l'élément de surprise, qui permet la victoire d’une force militaire plus faible que celle de son adversaire. Wang Fuzhi note que celui qui cherche à s’emparer de l’empire à partir d’une position relativement faible doit être souple dans sa planification stratégique, afin de saisir l’opportunité d’utiliser qi pour obtenir la victoire; toutes choses absentes du plan de Zhuge Liang. 
D’autres critiques portent sur l’objectif politique du Plan de Longzhong, qui est jugé erroné car le but à atteindre, la restauration de la dynastie Han, n’est pas réaliste. Le gouvernement du Wei, que Zhuge Liang considère illégal et illégitime, a procédé à des réformes économiques et politiques, assez proches de celles prévues dans le plan, qui lui ont permis d'obtenir le soutien du peuple. Les historiens militaires de l'Académie des sciences militaires (en) de Pékin, jugent que l’objectif politique de Zhuge Liang est inapproprié et irréaliste dès sa formulation en 207 et est devenu totalement hors de propos au moment où les expéditions nordiques sont lancées. Le simple fait de prévoir de s'emparer de la province de Jing est une faille majeure du plan. En effet, il était évident dès le départ que Sun Quan n’accepterait jamais que Liu Bei contrôle de cette province, qui est hautement stratégique et cruciale pour la sécurité des domaines du Wu dans le Jiangdong. En substance, Zhuge Liang est accusé d’avoir été incapable de faire une analyse objective de la situation politique de 207.